# Dafalas
Dafalas (en árabe: ديرة دفالس‎, romanizado: Dīrat Dafalas) es un pequeño pueblo agrícola y ganadero, situado al noreste de Emiratos Árabes Unidos (EAU), en las Montañas al Hayar, Emirato de Ras al Jaima, muy próximo al límite fronterizo con Omán.
El pueblo se encuentra en la cabecera del Wadi Barut, afluente del Wadi Ghalilah, a una altitud media aproximada de 1.312 m y se extiende a lo largo de un rellano de la vertiente septentrional del Jabal Ar Rahrah (1691 m), montaña más elevada de Emiratos, situada íntegramente en el interior de su territorio. 
Uno de los brazos del curso alto del Wadi Barut atraviesa la aldea de Dafalas, drenando una parte de las aguas que descienden del Jabal Ar Rahrah Ridge.
Esta cresta montañosa, de casi 11 km de longitud, delimita la divisoria de las aguas entre las que fluyen hacia el Wadi Ghalilah, Wadi Rahabah, Wadi Bakhit, y otros wadis menores que desembocan directamente en el Golfo Pérsico, y las que fluyen hacia el Wadi Shah o Wadi Shehah y sus afluentes, y que contiene, entre otras cimas, el Jabal Shintal (1.435 m), el Jabal Rahabah (1.543 m) y el Jabal Naqat (900 m).
El pueblo cuenta con unas 30 casas, muchas de ellas reformadas siguiendo un estilo tradicional, y otras en fase de construcción.
Dafalas dispone de energía eléctrica y de suministro de agua potable, a través de un tendido eléctrico y un sistema de depósitos de bombeo de agua, que llega desde el Wadi Ghalilah, lo cual ha facilitado que el número de residentes permanentes en la localidad sea muy superior al habitual en otras aldeas de montaña de la zona.
Existen también numerosos bancales destinados al cultivo de trigo y cebada, apriscos y corrales, y varios aljibes y pequeños canales destinados a recoger el agua de la escorrentía, y dirigirla hacia los aljibes y zonas de cultivo. La cabaña ganadera, formada principalmente por cabras, es muy numerosa.

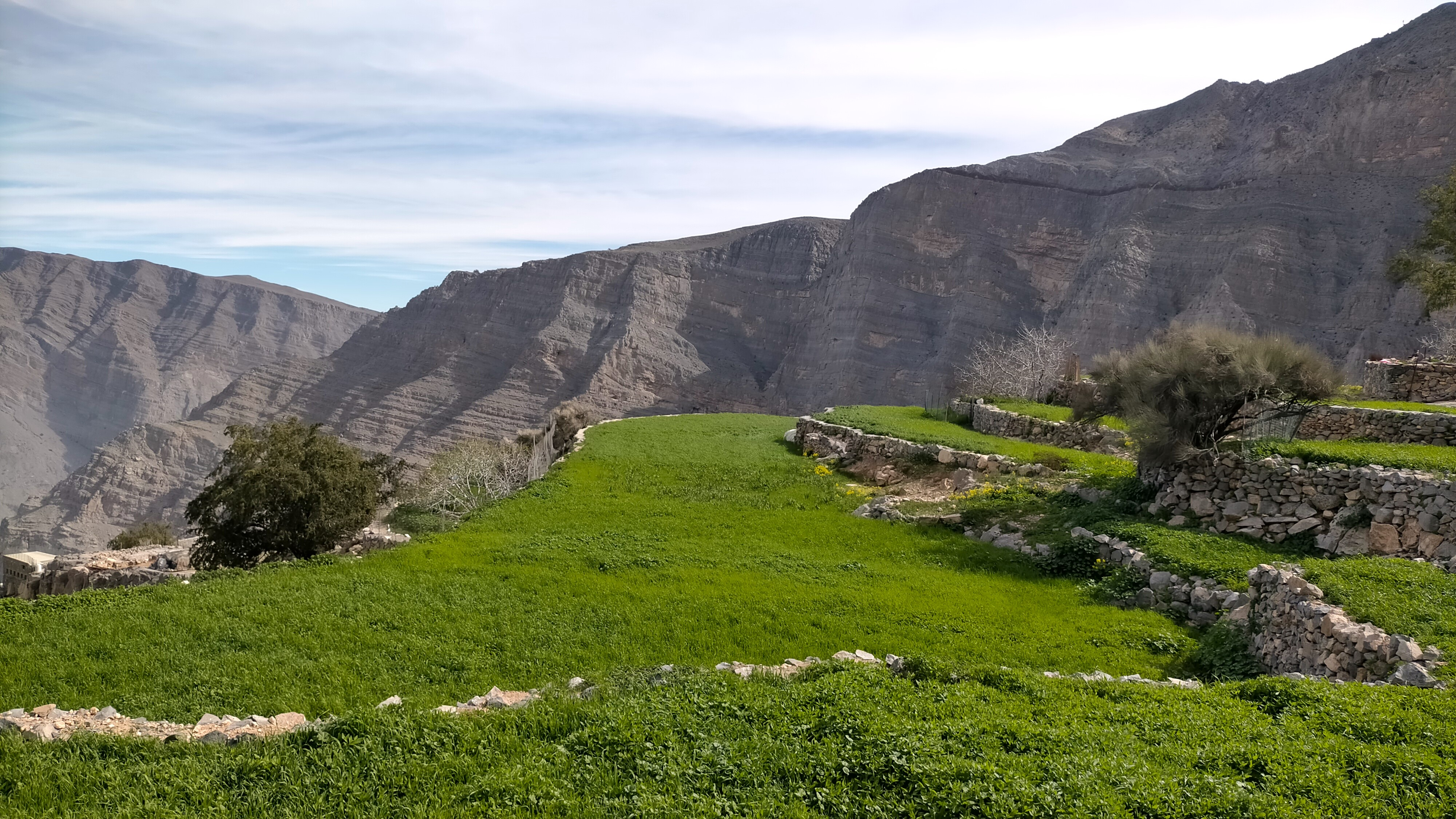
Terrazas de cultivo en Dafalas

Solo se puede acceder a Dafalas caminando o con burros, para lo cual hay habilitados dos senderos y caminos de herradura. Uno de ellos, parcialmente empedrado y de tan sólo un kilómetro de longitud, se utiliza como vía de acceso principal, ya que comunica la aldea con una ancha carretera asfaltada denominada Jais Road, a través de la cual se reciben actualmente la mayor parte de los suministros. El segundo camino parte del Wadi Ghalilah Dam, tiene 6 km de longitud, y una considerable pendiente, a pesar de lo cual se sigue utilizando también como vía de comunicación con otras aldeas del Wadi Barut, y con las poblaciones del Wadi Ghalilah y la propia ciudad de Ghalilah.
Este segundo itinerario se ha convertido además, en los últimos años, en una de las rutas más populares de Ras al Jaima, entre los aficionados al senderismo y a la escalada.

## Toponimia

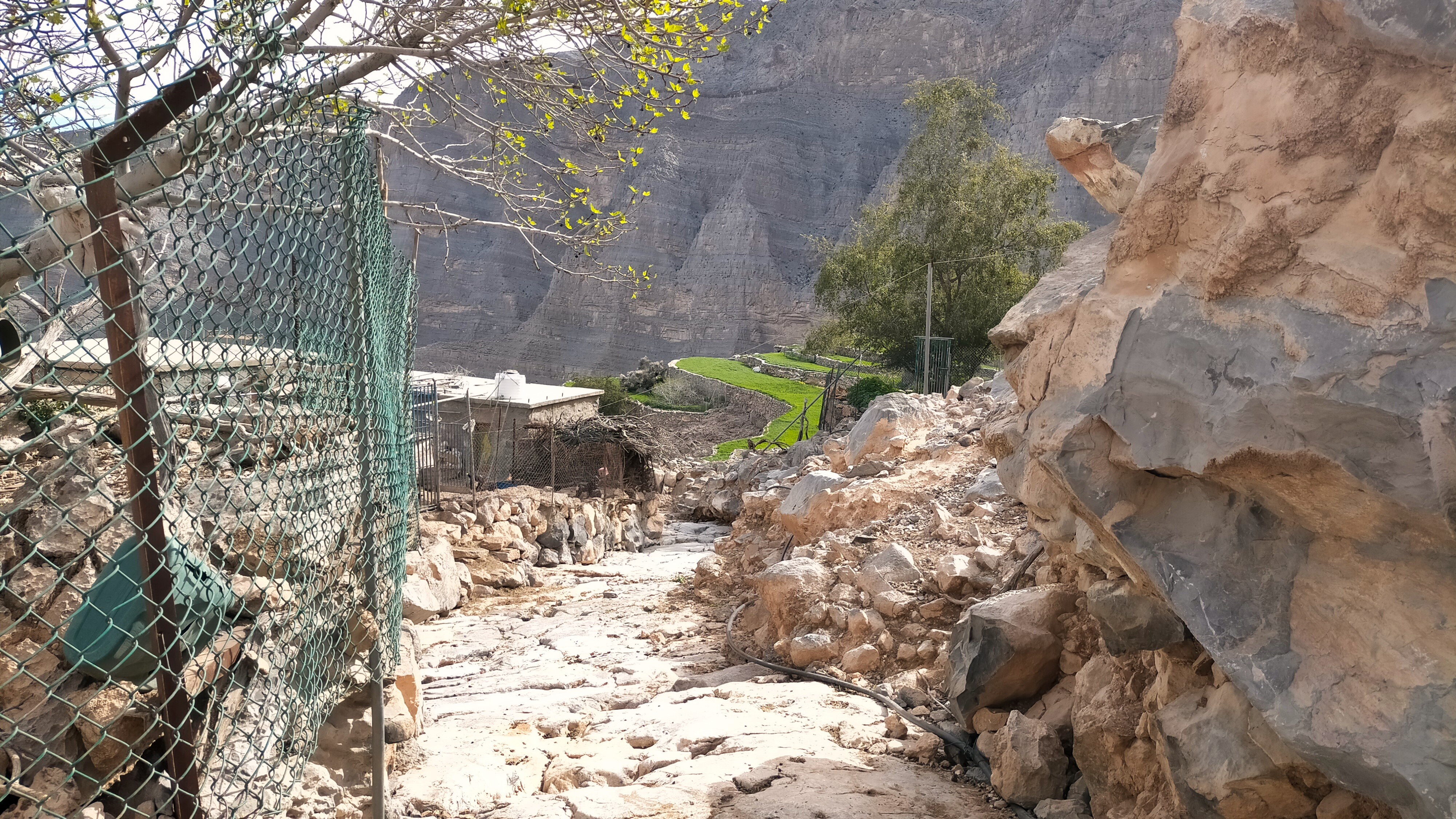
Zona central de la aldea de Dafalas

Nombres alternativos: Dīrat Dafalas, Dirat Dafalas, Defels. 
El nombre del pueblo de Dafalas, no consta reseñado en la documentación y mapas elaborados entre 1950 y 1960 por el arabista, cartógrafo, militar y diplomático británico Julian F. Walker, durante los trabajos efectuados para el establecimiento de fronteras entre los entonces denominados Estados de la Tregua, pero sí el de otros topónimos relevantes de la zona (Wadi Barut, Jabal Ar Rahrah, Jabal Shintal, Jabal Rahabah, Wadi Ghalilah, etc.), especialmente en el mapa a escala 1:100.000 publicado en 1971 por el Ministerio de Defensa del Reino Unido.
En The National Atlas of the United Arab Emirates consta referenciado con la grafía Dīrat Dafalas.

## Población

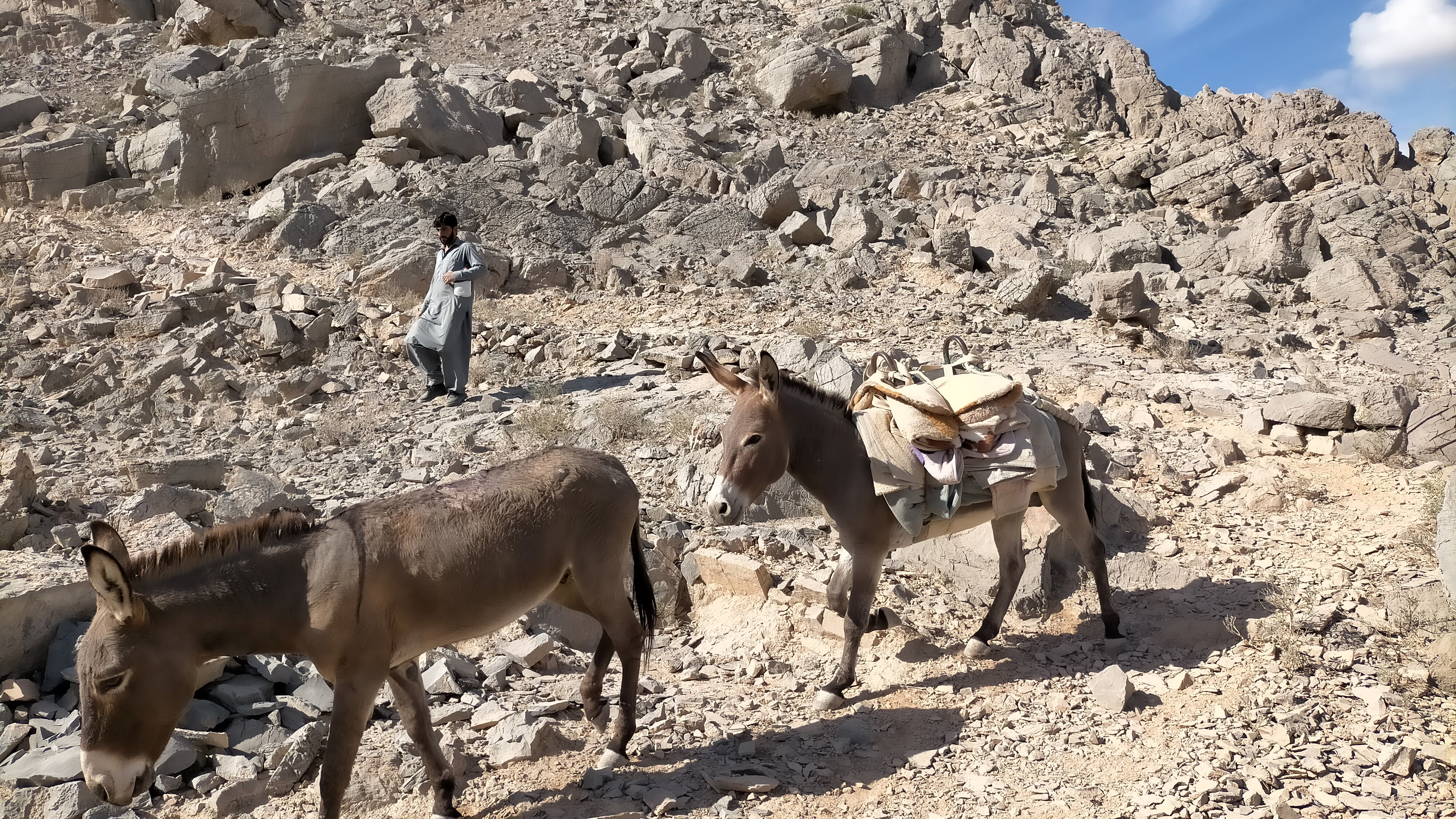
Wadi Barut. Recua de burros en el camino de herradura entre Dafalas y el Wadi Ghalilah

El área geográfica de Dafalas estuvo poblada históricamente por la tribu seminómada Shihuh, sección de Bani Shatair (en árabe: بني شطير‎), que ocupaba, entre otros territorios, las zonas tribales de Bani Bakhit y Banī Sā`ad.